# Verschwörung
Eine Verschwörung oder Komplott ist eine geheime Zusammenarbeit mehrerer Personen zum Nachteil Dritter. Der Begriff ist negativ besetzt. Er wird im Allgemeinen nicht zur Selbstbeschreibung einer Gruppe gebraucht.

## Wortgeschichte
Verschwörung ist eine Lehnübersetzung des lateinischen Kompositums coniuratio, das aus dem Präfix con (deutsch: so viel wie gemeinsam, mit-) und dem Substantiv iuratio (deutsch Eid, Vereidigung) entstand. Die Bedeutung war ursprünglich „die Verbindung von Personen durch Schwur zu etwas Üblem oder was als Übel angesehen wird, insbesondere gegen Andere“, eine Verbindung ähnlich einem Treueid, aber in Zusammenhang beispielsweise mit einer Intrige oder dem Ziel einer Revolte, Meuterei oder eines Putsches. Es wird synonym zu Konspiration gebraucht. Im anglo-amerikanischen Recht bezeichnet conspiracy die Beteiligung an einer Straftat.

## Geschichte
Verschwörungen hat es immer gegeben, sie gelten als anthropologische Konstante. Beispiele politischer Verschwörungen reichen etwa von der antiken Catilinarischen Verschwörung 63 v. Chr. und dem Komplott einiger Senatoren, das 44 v. Chr. in die Ermordung Gaius Iulius Caesars mündete, über die Pazzi-Verschwörung gegen die Medici im spätmittelalterlichen Florenz bis hin zur Watergate-Affäre 1972, als Mitglieder der amerikanischen Regierung unter Missbrauch ihrer Vollmachten die Opposition mit illegalen Mitteln bekämpften und dieses im Anschluss vertuschten.
Der amerikanische Politikwissenschaftler Daniel Pipes unterscheidet zwischen lokalen Verschwörungen wie der Iran-Contra-Affäre, deren Akteure zeitlich und räumlich begrenzte Ziele verfolgten, und Weltverschwörungen: Als solche definiert er radikalutopische Ideologien, die die Weltherrschaft erobern und die „Prämissen menschlicher Existenz“ schlechthin verändern wollten: den Faschismus, den Leninismus und den islamistischen Fundamentalismus.
Verschwörungen sind auch schon lange Gegenstand des Nachdenkens der Menschen. So widmete der italienische Philosoph Niccolò Machiavelli diesem Phänomen ein Kapitel seiner 1513–1519 entstandenen Discorsi. Machiavelli definiert, dass das Ziel von Verschwörungen entweder Rache sei oder Freiheit oder Macht. Er betont, dass die meisten Verschwörungen aufgedeckt werden. Daher bedürfe es besonders großer Klugheit oder besonderen Glücks, eine erfolgreiche Verschwörung durchzuführen, zumal die Gefahr der Aufdeckung auch danach noch fortbestehe. „Sobald die Zahl der Mitwisser drei oder vier übersteigt“, könne man sich nicht dagegen schützen, dass einer von ihnen durch Bosheit oder Leichtsinn zur Aufdeckung des gemeinsamen Unternehmens beitrage.
Verschwörungen sind ein beliebtes Thema in der Literatur. William Shakespeare zum Beispiel griff in seinem Drama Macbeth eine Verschwörung zum Königsmord auf (1611). Friedrich Schiller beschrieb eine politische Verschwörung in seinem Drama Die Verschwörung des Fiesco zu Genua (1783). Thornton Wilder beschrieb in seinem Roman Die Iden des März (1948) die Mordverschwörung gegen Caesar.

## Rechtliche Einordnung
Das Recht des angelsächsischen Rechtskreises kennt den Straftatbestand der Verschwörung (conspiracy beziehungsweise Common Design). Es handelt sich hierbei um ein Modell, das von anderen europäischen Rechtstraditionen in dieser Form nicht geteilt wird.
Im deutschen Recht etwa ist Verschwörung seit 1968 kein Straftatbestand mehr (zuvor "Geheimbündelei" nach § 128 StGB). Mittlerweile wird auf andere Tatbestände wie Bildung krimineller oder terroristischer Vereinigungen abgestellt. Daneben ist nach § 30 Abs. 2 StGB („Versuch der Beteiligung“) die Verabredung zur mittäterschaftlichen Begehung von konkret umrissenen schweren Straftaten (sogenannten Verbrechen, also Taten mit einer Mindestfreiheitsstrafe von einem Jahr) strafbar.

## Problematik des Begriffs
Verschwörung ist als werthaft aufgeladener Begriff problematisch: In den allermeisten Fällen impliziert die Verwendung eine moralische oder rechtliche Distanzierung von dem so beschriebenen Vorhaben. Die Selbstbezeichnung der „Verschwörung der Gleichen“, die der französische Frühsozialist Gracchus Babeuf 1795 für seinen Geheimbund wählte, oder das ehrende Gedenken an den Hitler-Attentäter Claus Schenk Graf von Stauffenberg und die anderen „Verschwörer des 20. Juli“ sind Ausnahmen. Ob grundsätzlich alle Verschwörungen durch die bösen Absichten ihrer Protagonisten gekennzeichnet sind, wie etwa der Kulturwissenschaftler Michael Barkun annimmt, ist in der Forschung umstritten.
Damit ist eine neutrale Verwendung des Begriffes ausgeschlossen, denn ob man ein Vorgehen für illegal oder illegitim hält, ist eine Sache des Standpunktes: So bezeichnen viele die Machinationen der CIA als Verschwörungen, während andere darin nur das normale und nicht unbedingt verurteilenswerte Vorgehen von Geheimdiensten sehen. Ebenfalls unklar ist, inwieweit das Handeln der Verschwörer absichtsvoll sein muss und sie sich notwendigerweise über die wesentlichen Folgen im Klaren sind. So wird von manchen Kritikern die Diskriminierung bestimmter Menschengruppen, etwa im Sexismus und Rassismus als Verschwörung beschrieben, obwohl sie doch häufig das unbeabsichtigte Ergebnis von Haltungen und Überzeugungen darstellen. Der Versuch, ein Ereignis mit einer Verschwörung zu erklären, wird als Verschwörungstheorie bezeichnet, doch wird dieses Wort häufig benutzt, um die damit bezeichnete Ansicht als randständig oder unsinnig zu markieren. Donatella di Cesare verwendete den Begriff „Komplottismus“ zur Beschreibung des Phänomens.